# Consejo Supremo de la República Autónoma de Ayaria
El Consejo Supremo de la República Autónoma de Ayaria (en georgiano: აჭარის ავტონომიური რესპუბლიკის უმაღლესი საბჭო) es el órgano legislador más alto de la región autónoma de Ayaria, en Georgia. Su sede está en Batumi, capital de la república autónoma.
Es unicameral y cuenta con 21 miembros, conocidos como diputados. Todos los miembros del Parlamento son elegidos por cuatro años sobre la base del sufragio universal, 15 de ellos mediante el sistema electoral proporcional y 6 mediante el sistema de elección mayoritario. Los ciudadanos georgianos mayores de 25 años que hayan obtenido el sufragio pueden convertirse en miembros del Consejo Supremo.

## Posición del Consejo

### Asignación de escaños
Hasta  2008, el Consejo Supremo tenía 30 escaños, de los que 18 de ellos se elegían mediante un sistema proporcional y 12 por circunscripciones.

### Funciones de la cámara
El Consejo Supremo es el órgano legislativo, pudiendo aprobar leyes y modificar la constitución en Ayaria. Además, el gobierno de Ayaria está bajo el control del Consejo Supremo, que también puede expresar su censura. El Consejo Supremo puede otorgar premios y títulos honoríficos en nombre de Ayaria.
El 8 de julio de 2001, bajo la presidencia de Aslan Abashidze, cambió su nombre a Parlamento de la República Autónoma de Ayaria sin informar a las autoridades georgianas, a la vez que creo la figura de Presidente de la República Autónoma, para lo que se nombró al propio Abashidze.
Según la nueva Constitución de Georgia, a partir de 2024 el presidente de Georgia será elegido por un cuerpo de electores compuesto por 300 miembros. Este organismo también incluye, entre otros, a los miembros del Consejo Supremo de Ayaria.

### Composiciones históricas

2001-2004
2004-2008
2008-2012
2012-2016
2016-2020
2020-2024
2024-2028

## Presidentes del Consejo Supremo
| Nombre                | Periodo                                       |
| --------------------- | --------------------------------------------- |
| Aslan Abashidze       | 15 de marzo de 1991-2001                      |
| Antaz Kikava          | 2001-2004                                     |
| Aleksandre Gobronidze | 2001-2004                                     |
| Giorgi Tsintskiladze  | 2004                                          |
| Levan Varshalomidze   | 15 de marzo de 2004-20 de julio de 2004       |
| Míjeil Majaradze      | 20 de julio de 2004-28 de octubre de 2012     |
| Avtandil Beridze      | 28 de octubre de 2012-28 de noviembre de 2016 |
| Davit Gabaidze        | 28 de noviembre de 2016-hoy                   |